# Cécile Nowaková
Cécile Nowak (* 22. dubna 1967 Valenciennes) je francouzská judistka. V roce 1992 na olympijských hrách v Barceloně vybojovala zlato v kategorii do 48 kg. Mistryně světa z roku 1991, čtyřnásobná mistryně Evropy. Po ukončení aktivní sportovní kariéry se věnuje trenérské práci.